# Scomparsa del Boeing 727 di Faucett Perù del 1990
L'11 settembre 1990, un aereo di linea Boeing 727 della Faucett Perú, immatricolato OB-1303, scomparve in un'area dell'Oceano Atlantico a circa 180 miglia a sud-est di Capo Race, isola di Terranova. L'aereo veniva riportato da Malta al Perù dopo essere stato noleggiato ad Air Malta e aveva a bordo sei membri dell'equipaggio e dieci passeggeri composti da dipendenti della compagnia aerea e le loro famiglie. L'ultimo contatto con l'equipaggio fu un messaggio di soccorso in cui si affermava che l'aereo aveva esaurito il carburante e che si stavano preparando per l'ammaraggio. L'aereo era a centinaia di miglia fuori rotta in quel momento. Non si è più saputo nulla del 727 e da allora non è stata trovata alcuna traccia dell'aereo né di alcuno degli occupanti.

## Sfondo
L'aereo coinvolto era un Boeing 727-247 di 21 anni immatricolato OB-1303 che volò per la prima volta nel 1969. L'aereo era stato noleggiato alla compagnia aerea europea Air Malta per la stagione estiva del 1990 dal suo proprietario Faucett Perú, e il giorno della scomparsa veniva riportato da Malta al Perù alla fine del suo contratto di leasing. L'aereo era stato dipinto con la livrea dell'Air Malta per l'estate e rimase decorato come tale il giorno della scomparsa. A bordo c'erano sei membri dell'equipaggio e dieci passeggeri composti da dipendenti della compagnia aerea e dalle loro famiglie. I dipendenti includevano meccanici e altro personale dell'equipaggio di terra che aveva lavorato a Malta. Si ritiene che a bordo ci fossero un neonato e fino a quattro donne. Tutti gli occupanti erano cittadini peruviani.
Il velivolo avrebbe dovuto effettuare alcune soste di rifornimento durante il viaggio, la prima delle quali sarebbe stata effettuata a Milano-Malpensa o in Inghilterra. Da lì avrebbe poi proseguito per l'Aeroporto Internazionale di Keflavík in Islanda, quello di Gander a Terranova, e infine l'aeroporto di Miami prima di arrivare a Lima, Perù. L'aereo effettuò le sue prime due soste senza incidenti, infatti le cose iniziarono a prendere una brutta piega lungo la tratta Keflavík-Gander.

## L'incidente
Dopo aver fatto rifornimento a Keflavík, il Boeing si diresse verso Gander alle 13:16, ora locale, senza incidenti, ma non arrivò mai all'orario di arrivo previsto. Trenta minuti dopo la data prevista a Gander, due voli vicini, il volo TWA 851 e il volo American Airlines 35, ricevettero una trasmissione dall'aereo che dichiarava un'emergenza di basso livello di carburante. I piloti avevano dichiarato di essere a 10.000 piedi e che si stavano preparando ad abbandonare l'aereo nell'oceano Atlantico. Il messaggio fu inoltrato dai due aerei statunitensi al controllo del traffico aereo. Fu l'ultimo messaggio ricevuto dall'aereo, e del volo non si seppe più nulla
L'ultima posizione nota dell'aereo era a circa 250 miglia a sud-est della città di St. John's a 180 miglia a sud-est di Terranova nel punto più vicino. Ciò suggeriva che l'aereo aveva inconsapevolmente deviato fuori rotta, poiché la posizione era lontano dalla rotta pianificata per Gander.

## Le ricerche
Dopo non aver ricevuto notizie del 727 per ore, le forze armate canadesi lanciarono un tentativo di salvataggio con tre aerei CP-140 Aurora e tre elicotteri CH-113 Labrador inviati nell'area da cui l'aereo aveva comunicato l'ultima volta. Inviarono nell'area delle ricerche anche due navi della guardia costiera canadese, due pattugliatori e due cacciatorpediniere. Un satellite rilevò un debole segnale dal trasmettitore di emergenza del jet dopo la perdita del contatto radio, sebbene non sia stato possibile identificare una posizione esatta della fonte del segnale. Le autorità affermarono anche che erano stati captati alcuni "segnali insoliti" dai satelliti e non sapevano se provenissero da un aereo o da una zattera di salvataggio.
Si presumeva che l'aereo fosse ammarato e che potesse essere trovato galleggiare sull'acqua. Il tempo al momento della scomparsa è stato descritto come buono con il mare calmo, e si pensò che l'aereo avesse la capacità di resistere a un atterraggio in mare e galleggiare per diverse ore. Anche la visibilità risultava buona nel presunto luogo dell'incidente. Secondo quanto riferito l'aereo era dotato di scialuppe di salvataggio, giubbotti di salvataggio e altri dispositivi di sicurezza da utilizzare in caso di ammaraggio.
Nonostante l'intensità delle ricerche non si trovò alcuna traccia dell'aereo scomparso. I funzionari dichiararono che i soccorritori erano stati ostacolati dal colore bianco dell'aereo, che rese difficile individuarlo dall'alto. L'aereo, l'equipaggio e i passeggeri rimangono dispersi.

## Conseguenze
Inizialmente si pensava che a bordo fossero presenti un totale di 18 persone al momento della sua scomparsa, ma i funzionari della Faucett Airlines in seguito cambiarono il numero in 15 perché si riteneva che tre persone avessero lasciato l'aereo durante il rifornimento in Islanda. I registri ora mostrano che c'erano un totale di 16 persone a bordo dell'aereo quando sparì.
In seguito la portavoce di Transport Canada Lily Abbass dichiarò che il jet era fuori rotta al momento dell'ultimo contatto, e i funzionari ipotizzarono che l'aereo "si fosse perso" durante il suo viaggio. Il jet aveva deviato per centinaia di miglia dalla sua rotta verso Gander, e non fu possibile stabilirne la ragione. Nonostante i piloti avessero riferito di non avere abbastanza carburante, i funzionari di Keflavík insistettero sul fatto che non ci fossero stati problemi durante lo scalo. I funzionari del Transportation Safety Board of Canada (TSB) dichiararono di ritenere che l'aereo fosse effettivamente affondato in mare.
L'incidente è stato infine attribuito alla scarsa pianificazione del pilota.
La storia della scomparsa dell'aereo è riemersa brevemente dopo la tanto pubblicizzata scomparsa di un altro aereo di linea nel 2014, il volo Malaysia Airlines 370, scomparso con 239 passeggeri a bordo e probabilmente schiantatosi nell'oceano Indiano in una posizione ignota.